# Хрестоздвиженський костел (Полтава)
Хрестоздвиженський костьол — костьол у Полтаві, втрачена пам'ятка історії та архітектури, знаходився на розі вулиць Срітенської та Малосадової (тепер Короленка) навпроти території богоугодних закладів. Костьол збудовано на замовлення католицької громади у 1859 році. Будівля мурована, базилікального типу. Головний вхід було оздоблено порталом з колонами композитного ордера. У 1936 році був закритий, а у 1937 році розібраний.